# Star Stable
Star Stable är ett äventyrsspel skapat av den svenska spelutvecklaren Star Stable Entertainment AB. I Star Stable får spelaren uppleva olika äventyr och händelser på ön Jorvik, men även ta hand om sina hästar och chatta med andra spelare online. Star Stable bygger på Starshine Legacy-spelen som släpptes som offlinespel under tidigt 00-tal. 2017 hade Star Stable mellan 400 000 och 500 000 spelare varje månad med över 12 miljoner registrerade konton.
Att spela de första nivåerna upp till level 5 är gratis, men för högre nivåer krävs en betalversion, "Star Rider".
I spelet förekommer många NPC:er som kan dela ut uppdrag, och enklare dagliga uppdrag som ger spelkaraktären bättre rykte vilket i sin tur låser upp fler uppdrag och eventuellt kläder/utrustning.

## Böcker
Åren 2018–2019 släpptes böckerna Ödesryttarna: Jorvik kallar och Ödesryttarna: Legenden vaknar, båda skrivna av Helena Dahlgren. Böckerna bygger på spelet.
Under 2021 gavs första boken i trilogi 2 ut. Skuggor över Jorvik, även den av Helena Dahlgren.